# Wanikajmy
Wanikajmy (deutsch Woninkeim) ist ein Ort in der polnischen Woiwodschaft Ermland-Masuren. Er gehört zur Gmina Sępopol (Stadt- und Landgemeinde Schippenbeil) im Powiat Bartoszycki (Kreis Bartenstein).

## Geographische Lage
Wanikajmy liegt in der nördlichen Mitte der Woiwodschaft Ermland-Masuren, elf Kilometer südwestlich der früheren, heute in der russischen Oblast Kaliningrad gelegenen Kreisstadt Gerdauen (russisch Schelesnodoroschny) bzw. 24 Kilometer nordöstlich der heutigen Kreismetropole Bartoszyce (deutsch Bartenstein).

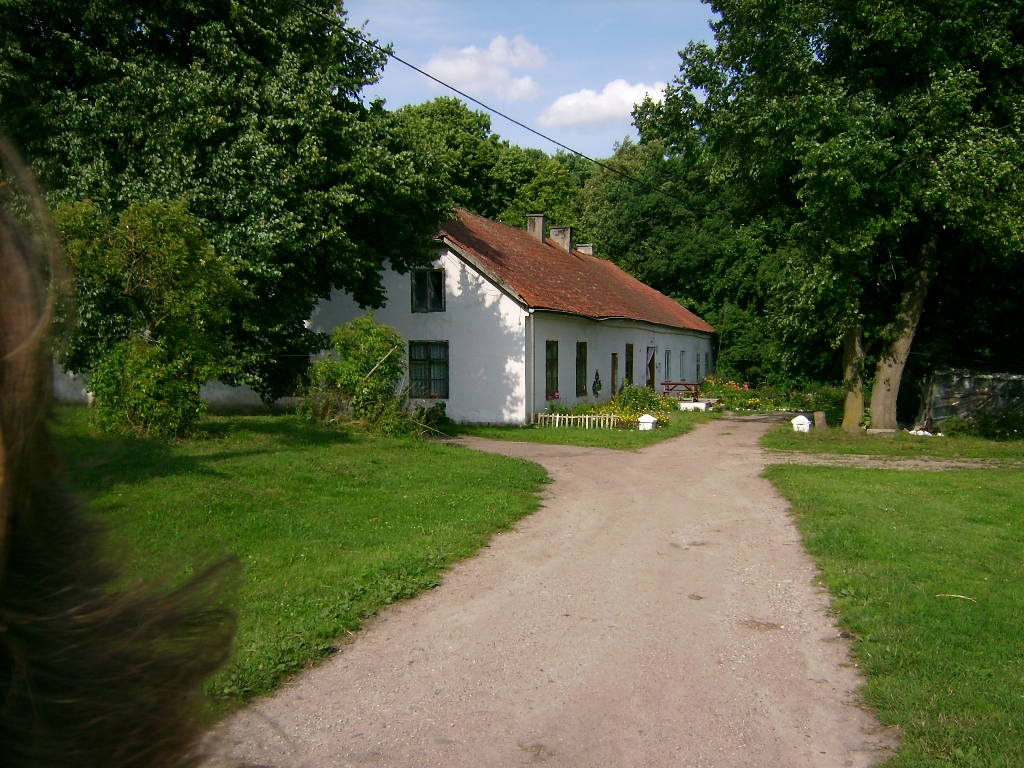
Wohnanlage in Wanikajmy

## Geschichte

### Ortsgeschichte
Das einstige Woninkeim war ein Gutsort, der 1403 gegründet wurde. In jedem Jahr bekam der prußische Freie Niklas Bedegaude hier sechs Hufen Land übertragen. 1613 verschrieb der brandenburgische Kurfürst dem Oberburggrafen Hans Truchseß von Wetzhausen das Gut, dessen Erbe Erhard Ferdinand Graf Truchseß von Wetzhausen es nach  1635  zusammen mit Glaubitten (polnisch Głowbity) an seine Schwester verpfändete. 1664 wurde Gut Honinkeim an Professor Reinhold von Derschau verkauft. Seine Familie veräußerte 1765 das Gut. In den folgenden Jahrzehnten wechselten sich mehrere Gutsbesitzer ab.
Am 9. April 1874 wurde Woninkeim Amtsdorf und damit namensgebend für einen Amtsbezirk im Regierungsbezirk Königsberg im ostpreußischen Kreis Gerdauen, zu dem ursprünglich sechs Orte gehörten. Am Ende waren es noch drei.
Das wohl im späten 18. Jahrhundert entstandene Gutshaus wurde nach einer Versteigerung 1829 und weiteren Besitzerwechseln 1897 von Willibald Meyer zu Holen erworben. Seine Familie lebte hier bis 1945.
Der Gutsbezirk Woninkeim zählte im Jahre 1910 insgesamt 74 Einwohner.

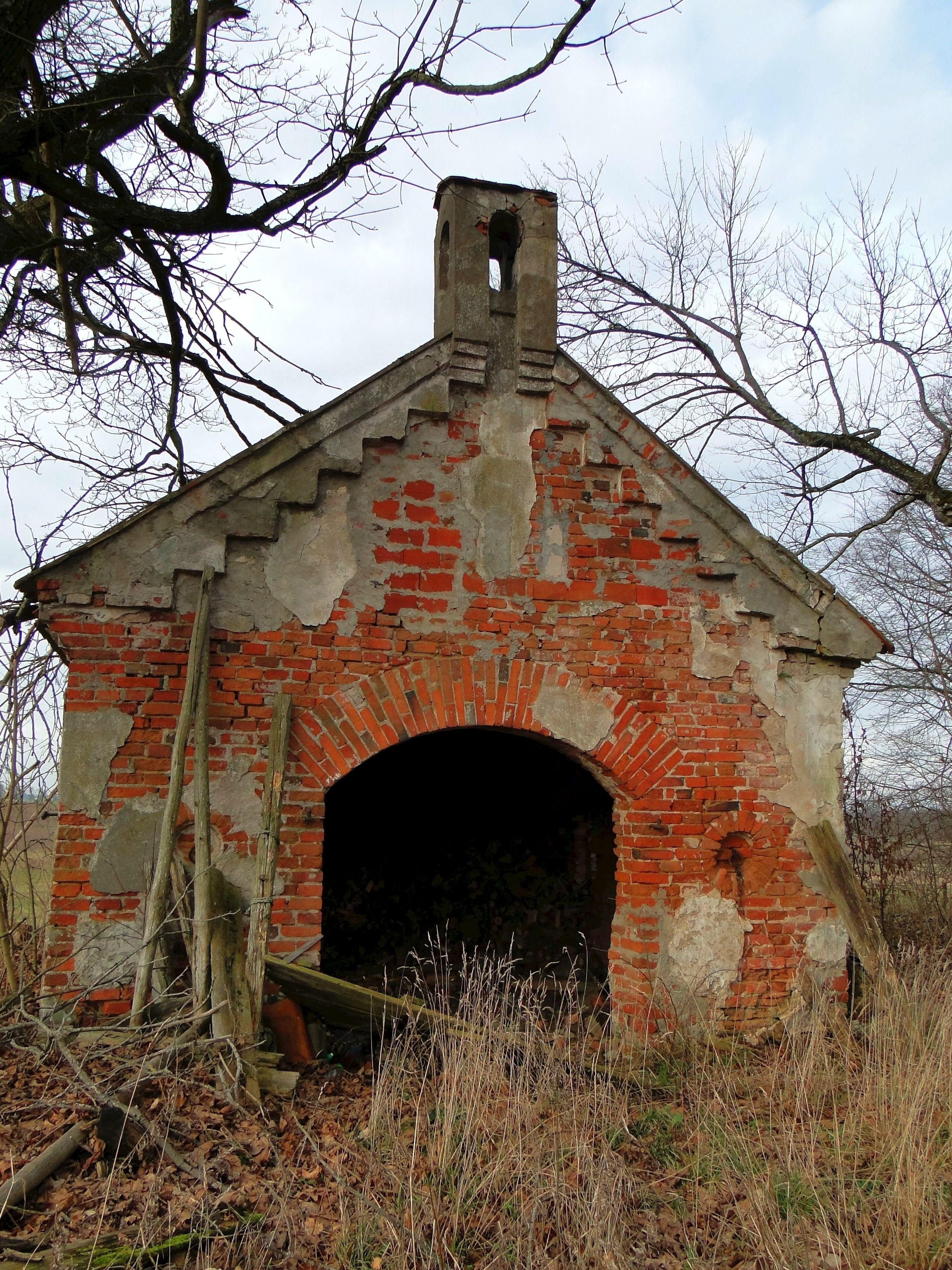
Verfallene alte Schmiede – noch aus Woninkeimer Zeiten

Am 30. September 1928 gab der Gutsbezirk Woninkeim seiner Eigenständigkeit auf, wie in allen preußischen Provinzen, und schloss sich mit dem Gutsbezirk Laggarben (polnisch Garbno) zur neuen Landgemeinde Laggarben zusammen. Damit „wechselte“ das Dorf in den Amtsbezirk Laggarben, woraufhin der Amtsbezirk Woninkeim am 6. März 1932 in „Amtsbezirk Dietrichsdorf“ (polnisch Dzietrzychowo) umbenannt wurde. An den privatrechtlichen und auch fiskalischen sowie kirchlichem Eigentum änderte sich dadurch nichts. 1932 umfasste das Rittergut Adlig Woninkeim einen Umfang von 174. ha. Eigentümer war Willibald Meyer zu Hollen.
Nach dem Einfall der Roten Armee in Ostpreußen begab sich am 27. Januar 1945 der Gutstreck Woninkeims auf die Flucht. Er gelangte nach unendlichen Mühen bis nach Schleswig-Holstein.
In Kriegsfolge wurde 1945 das gesamte südliche Ostpreußen an Polen überstellt. Woninkeim erhielt die polnische Namensform „Wanikajmy“ und ist heute eine Ortschaft im Verbund der Stadt- und Landgemeinde Sępopol (Schippenbeil) im Powiat Bartoszycki (Kreis Bartenstein), von 1975 bis 198 der Woiwodschaft Olsztyn, seither der Woiwodschaft Ermland-Masuren zugehörig.
Das Gutshaus Woninkeim stand 1994 noch und wies sogar noch ein paar alte Kachelöfen auf. Auch einige Wirtschaftsgebäude überlebten ebenso wie einige der alten Bäume im Gutspark.

### Amtsbezirk Woninkeim (1874 bis 1932)
Zum Amtsbezirk Woninkeim im Kreis Gerdauen gehörten:
| Deutscher Name        | Polnischer Name | Anmerkungen                                               |
| Adlig Schmodehnen     | Smodajny        | 1893 in die Landgemeinde Schmodehnen eingegliedert        |
| Dietrichsdorf         | Dzietrzychowo   |                                                           |
| Grünhof               | Gaj             | 1928 nach Schmodehnen eingegliedert                       |
| Köllmisch Schmodehnen | Smodajny        | 1893 in die Landgemeinde Schmodehnen eingegliedert        |
| Looskeim              | Łoskajmy        | 1928 nach Gerkiehnen, Amtsbezirk Momehnen, eingegliedert  |
| Woninkeim             | Wanikajmy       | 1928 nach Laggarben im Amtsbezirk Laggarben eingegliedert |
| ab 1931: Gerkiehnen   | Gierkiny        | Bis 1931 dem Amtsbezirk Momehnen zugehörig                |

Im Jahre 1932 gehörten die Orte Dietrichsdorf, Gerkiehnen und Looskeim zum Amtsbezirk Woninkeim, der dann „Amtsbezirk Dietrichsdorf“ hieß.

## Kirche
Bis 1945 war Woninkeim evangelischerseits in die Kirche Laggarben in der Kirchenprovinz Ostpreußen der Kirche der Altpreußischen Union, außerdem katholischerseits in die Kirche St. Bruno in Insterburg (russisch Tschernjachowsk) eingepfarrt.
Heute gehört Wanikajmy zur römisch-katholischen Pfarrei Lwowiec (Löwenstein) im Dekanat Sępopol im Erzbistum Ermland, außerdem zur Kirchengemeinde Barciany (Barten), einer Filialgemeinde von Kętrzyn (Rastenbur) in der Diözese Masuren der Evangelisch-Augsburgischen Kirche in Polen.

## Verkehr
Woninkeim liegt am Ende einer Nebenstraße, die von Lipica (Lindenau) über Smodajny (Schmodehnen) nach hier führt. Eine Anbindung an den Bahnverkehr besteht nicht.